# Michael Altenburg
Michael Altenburg (ur. 27 maja 1584 w Erfurcie, zm. 12 lutego 1640 tamże) – niemiecki kompozytor epoki wczesnego baroku.
W 1590 roku Altenburg został wysłany na uniwersytet w Erfurcie, aby studiować teologię. Tytuł naukowy uzyskał w roku 1599. Od 1600 roku uczył w Reglerschule. Od 1601 roku był kantorem w kościele St. Andreas, a w latach 1607–1609 – rektorem powiązanej z tym kościołem szkoły. Później zrezygnował z nauczania i został pastorem. Pracował w parafiach nieopodal Erfurtu do roku 1610, gdy przeniósł się do Tröchtelborn niedaleko Gotha, gdzie również był kantorem. W tych latach skomponował wiele dzieł i wydał organowe Intraden (Intrady) w roku (1620). Wojna trzydziestoletnia i związana z nią plaga zmusiła go do powrotu do Erfurtu w 1637 roku.